# Primal Fear (band)

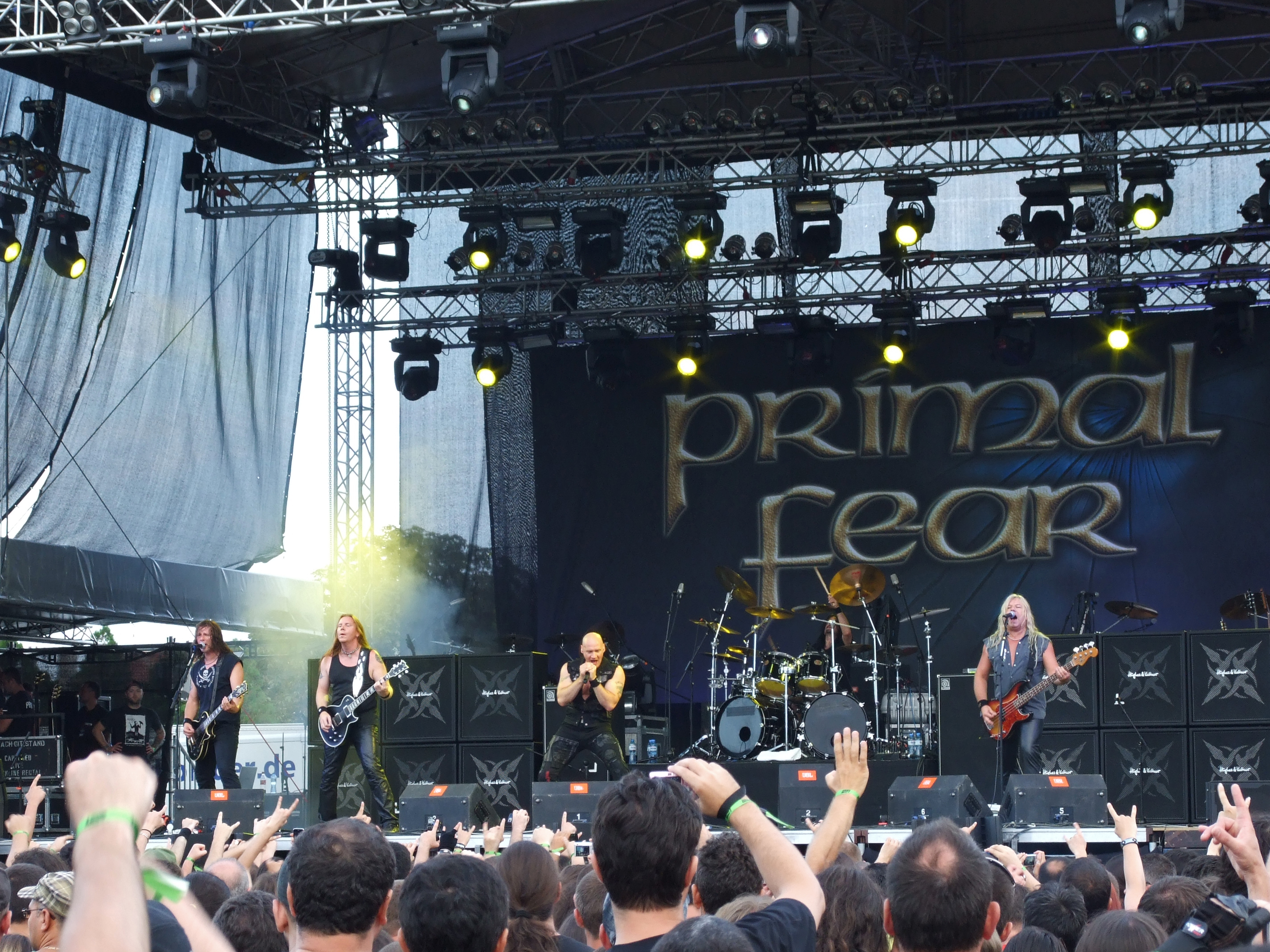
Kaliakra Rock Fest 2010.

Primal Fear is een Duitse heavymetalband die in 1997 werd opgericht door Ralf Scheepers (zang, ex-Gamma Ray) en Mat Sinner (bass en zang, Sinner). Sinner en Scheepers begonnen de band nadat Scheepers niet werd aangenomen bij de Britse band Judas Priest ter vervanging van Rob Halford. De band werd muzikaal beïnvloed door Judas Priest.

## Bandleden
- Ralf Scheepers, zang (1997–heden)
- Mat Sinner, bass en zang (1997–heden)
- Tom Naumann, gitaar (1997–2000, 2003–2007, 2015-heden), live gitaar (2013-2015)
- Alex Beyrodt, gitaar (2009–heden), live gitaar (1997–2009)
- Magnus Karlsson, gitaar (2008–heden)
- Michael Ehré, drums (2019–heden)
- Francesco Jovino, drums (2015–2019)

## Discografie
- 2025: Domination
- 2023: Code Red
- 2020: Metal Commando
- 2018: Apocalypse
- 2017: Angels of Mercy - Live in Germany
- 2016: Rulebreaker
- 2014: Delivering The Black
- 2012: Unbreakable
- 2009: 16.6 (Before The Devil Knows You're Dead)"
- 2007: New Religion
- 2005: Seven Seals
- 2004: Devil's Ground
- 2002: Black Sun
- 2001: Nuclear Fire
- 1999: Jaws Of Death
- 1998: Primal Fear (S/T)